# Erga omnes
Erga omnes is een Latijnse uitdrukking die letterlijk "ten aanzien van iedereen" betekent. In juridische terminologie zijn erga omnes-rechten en -plichten rechten en plichten die voor iedereen gelden. Bijvoorbeeld: als een eigenschap een erga omnes-recht is, is het dus uitvoerbaar tegen iedereen die inbreuk maakt op dat recht. Erga omnes-recht (een wettelijk recht) kan hier worden onderscheiden van het recht op basis van contract, dat slechts tegenstelbaar is aan de contractant.
In het internationaal recht wordt het gebruikt als een juridische term voor verplichtingen die staten in de richting van de gemeenschap van staten als geheel hebben. Erga omnes-verplichtingen bestaan als gevolg van de universele en onmiskenbare belangstelling voor de bestendiging van kritische rechten (en het voorkomen van hun breuk). Bijgevolg heeft elke staat het recht om te klagen over een inbreuk. Voorbeelden van erga omnes-normen zijn onder andere piraterij, genocide, slavernij, marteling, en rassendiscriminatie. Het concept werd erkend door het Internationaal Gerechtshof met de beslissing van Justitie in de Barcelona Traction-zaak (België tegen Spanje, Tweede Fase, ICJ Rep 1970 3 in paragraaf 33).